# Гребенников, Павел Фёдорович
Павел Фёдорович Гребенников — советский хозяйственный, государственный и политический деятель, Герой Социалистического Труда.

## Биография
Родился в 1912 году в селе Вольное. Член КПСС.
С 1932 года — на хозяйственной, общественной и политической работе. В 1932—1975 гг. — тракторист, механик, старший механик Вольновской машинно-тракторной станции, директор Полтавской МТС Полтавского района Омской области, директор укрупнённого совхоза «Полтавский», директор совхоза «Еремеевский» Полтавского района Омской области
Указом Президиума Верховного Совета СССР от 11 января 1957 года присвоено звание Героя Социалистического Труда с вручением ордена Ленина и золотой медали «Серп и Молот».
Погиб в 1975 году.